# Rosen Željazkov
Rosen Dimitrov Željazkov (bolgarsko Росен Димитров Желязков), bolgarski politik; * 5. april 1968, Sofija.
Je bolgarski politik in član desnosredinske stranke GERB, od leta 2025 je predsednik vlade Bolgarije. Pred tem je bil med letoma 2018 in 2021 minister za promet, med letoma 2021 in 2025 poslanec državnega zbora, med letoma 2023 in 2024 pa predsednik državnega zbora.

## Mladost
Željazkov se je rodil 5. aprila 1968 v Sofiji. Magistriral je iz prava na Univerzi v Sofiji.
Leta 1994 je začel svojo kariero kot pravni svetovalec za okrožje Sredets v sofijski občini, kjer je opravljal višje pravne položaje in položaje v lokalni upravi. Leta 1995 je bil sprejet v združenje odvetnikov Sofije kot odvetnik, specializiran za civilno in gospodarsko pravo.

## Politična kariera
Željazkov je svoj prvi politični položaj zasedel leta 1998, ko je bil leto dni podžupan za "pravo in nadzor" okrožja Lozenets.
Leta 2003 ga je takratni župan Stefan Sofijanski imenoval za sekretarja Mestne občine Sofija, na to mesto je bil znova imenovan po izvolitvi Bojka Borisova leta 2005.
Ko je leta 2009 Borisov postal predsednik vlade, je Željazkov dobil mesto sekretarja ministrskega sveta, položaj, ki je odgovoren za upravne funkcije vlade.
Na tem mestu je ostal do leta 2013, tudi v času, ko je vlado vodil začasni premier Marin Rajkov. Poleg tega je bil med letoma 2011 in 2013 tudi predsednik upravnega odbora Inštituta za javno upravo in je zastopal Bolgarijo pri Evropskem inštitutu za javno upravo (EIPA).
Od leta 2014 do 2016 je bil Željazkov svetovalec za javno upravo in e-upravo predsednika vlade Bojka Borisova. V tej vlogi je pomagal pripraviti zakonodajo za uvedbo e-uprave v Bolgariji in zastopal državo na letnem vrhu za partnerstvo odprte vlade.
Željazkova je GERB aprila 2016 predlagal za predsednika komisije za zaščito konkurenčnosti, a je na koncu umaknil kandidaturo zaradi pomanjkanja konkurence in po pozivu Borisova, naj se njegova stranka umakne iz postopka.
30. septembra 2016 je bil imenovan za predsednika novoustanovljene Državne agencije za e-upravo. V tej vlogi je bil Zhelyazkov odgovoren za nadzor nad digitalizacijo državnih storitev in implementacijo spletnih rešitev za državne dokumente. Oktobra 2017 je bil imenovan za vodjo Komisije za regulacijo sporočil, pristojen za nadzor državnih storitev pošte, radia in e-podpisa.

### Minister za promet
Željazkova je 20. septembra 2018 državni zbor izvolil za ministra za promet, informacijsko tehnologijo in komunikacije. Na to mesto je bil imenovan po odstopu njegovega predhodnika Ivajla Moskovskega po prometni nesreči v bližini mesta Svoge.
Zhelyazkov je v enem svojih prvih dejanj kot minister prekinil koncesijo letališča Plovdiv po umiku prejšnjih koncesionarjev. Poleg tega se je odločil podaljšati rok za koncesijo letališča Sofija.
Novembra 2018 je Zhelyazkov napovedal spremembo v vodstvu Bolgarskih državnih železnic po številnih obtožbah o poneverbi sredstev, pa tudi po pomanjkanju komunikacije z ministrom za promet.

### Poslanec in predsednik državnega zbora
Bil je poslanec (GERB-UDF) v 45., 46., 47., 48. in 49. državnem zboru. 19. aprila 2023 je bil Željazkov po dogovoru med GERB-UDF in drugo največjo skupino v državni skupščini - PP-DB - izvoljen za predsednika parlamenta s 136 glasovi podpore. 25. aprila 2024 je bil s 129 glasovi s tega položaja odstavljen odstavljen.

### Predsednik vlade Bolgarije
Predsednik Rumen Radev je 1. julija po bolgarskih parlamentarnih volitvah junija 2024 pozval Željazkova, naj kot premier sestavi manjšinsko vlado. Vendar pa je 3. julija državni zbor s 138 glasovi proti 98 zavrnil njegovo predlagano vlado.
Po dolgotrajnih pogajanjih je bil Željazkov s svojo vlado v parlamentu potrjen 16. januarja 2025. 